# Neisse de Glatz
Pour les articles homonymes, voir Neisse.
 (janvier 2016).
Si vous disposez d'ouvrages ou d'articles de référence ou si vous connaissez des sites web de qualité traitant du thème abordé ici, merci de compléter l'article en donnant les références utiles à sa vérifiabilité et en les liant à la section « Notes et références ».
La Nysa Kłodzka ou, en français, la Neisse de Glatz ou la Neisse de Klodzko (en allemand : Glatzer Neiße, en tchèque : Kladská Nisa) est une rivière du sud-ouest de la Pologne, un affluent de la rive gauche de l’Oder.

## Géographie

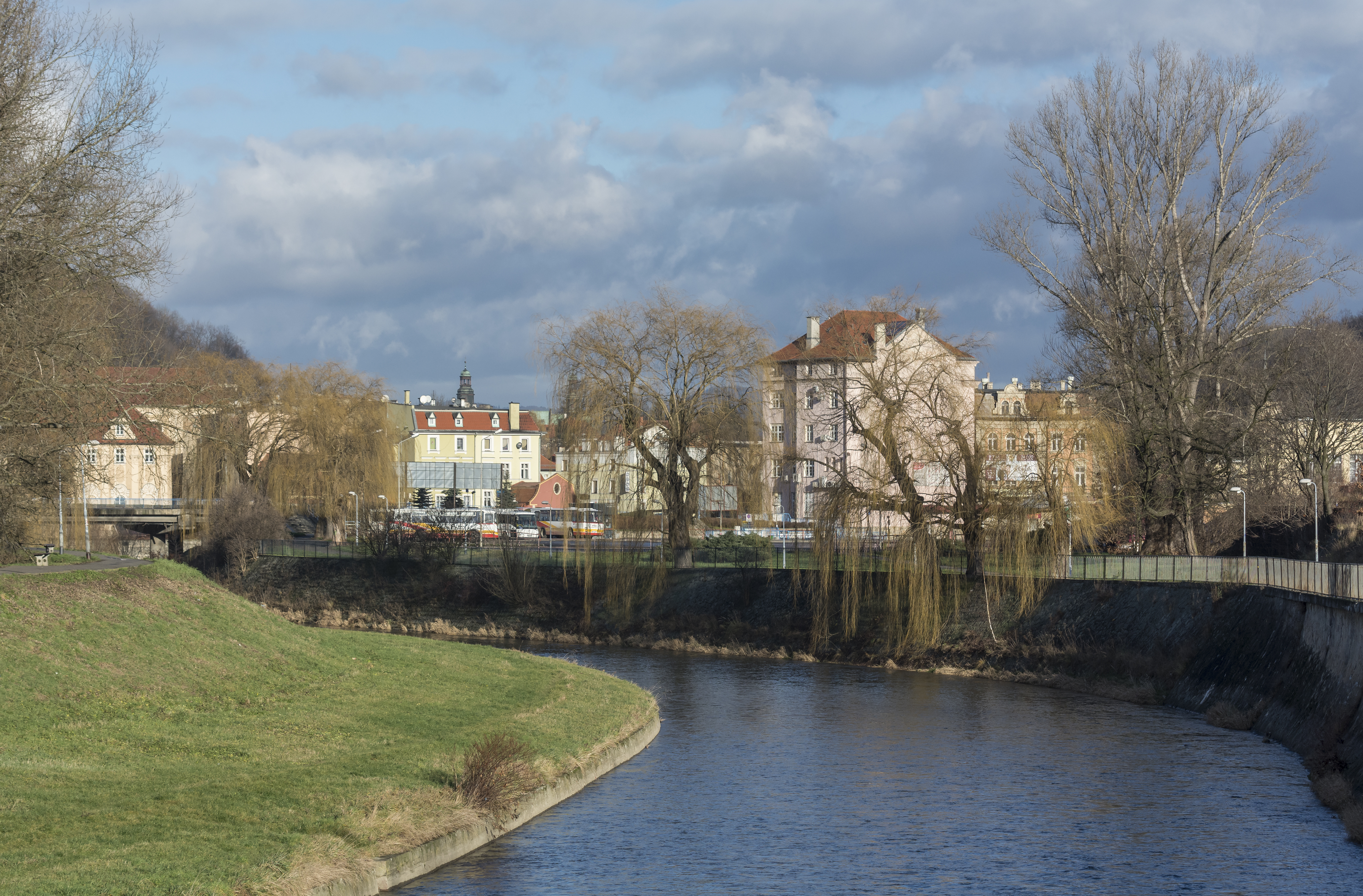
La Nysa Kłodzka à Kłodzko (Basse-Silésie).

Elle ne doit pas être confondue avec la Neisse de Lusace (polonais : Nysa Łużycka), une autre rivière d'Europe centrale se jetant aussi dans l'Oder.
Elle a une longueur de 182 km et son bassin hydrographique recouvre 4 565 km2.

## Villes traversées
De l’amont vers l’aval, la Nysa Kłodzka traverse les villes suivantes :
- Międzylesie, Bystrzyca Kłodzka, Kłodzko, Bardo, Paczków, Otmuchów, Nysa, Lewin Brzeski

## Inondations
Au cours des siècles, la rivière est régulièrement sortie de son lit, provoquant des inondations destructrices. Les archives de la ville de Kłodzko mentionnent les inondations suivantes :
- XIVe siècle : 1310
- XVe siècle : 1441, 1464, 1474
- XVIe siècle : 1500, 1522, 1524, 1560, 1566, 1570, 1587, 1589, 1591, 1598,
- XVIIe siècle : 1602, 1603, 1605, 1610, 1611, 1612, 1625, 1646, 1652, 1655, 1689, 1693, 1696
- XVIIIe siècle : 1702, 1703, 1713, 1724, 1735, 1736, 1740, 1755, 1763, 1767, 1775, 1785, 1787, 1789, 1799
- XIXe siècle : 1804, 1806, 1827, 1828, 1829, 1831, 1850, 1854, 1879, 1881, 1883, 1891, 1897
- XXe siècle : 1900, 1903, 1907, 1938, 1952, 1997, 1998